# シンティア・モレノ
シンティア・モレノ（Cynthia Moreno、1970年7月23日 - ）は、メキシコの女子プロレスラー。本名・フラビア・アントニオ・モレノ・レオン（Flavia Antonia Moreno León）。父は元レスラーでアレナ・アステカ・ブドーカンのプロモーターだったアルフォンソ・モレノ。モレノ4姉妹の三女で、上からロッシー、エステル、シンティア、アルダとなる。弟（シンティアとアルダの間）もオリエンタルのリングネームでルチャドールとして活躍している。イホ・デル・ドクトル・ワグナーは甥（ロッシーの息子）。

## 経歴
1987年、EMLLでルチャドーラデビュー。
1991年3月、姉エステルとともに全日本女子プロレスに初来日。姉妹でタッグを組みラス・カチョーラス・オリエンタレスを降し全日本タッグを奪取。この時期は日本に滞在しつつCMLLとを股に掛けて活躍した。
1994年、IWA・JAPANに参戦。
その後、結婚、出産を経て、AAAで復帰。オリエンタルとの姉弟タッグでAAA世界ミックスタッグ王座を獲得。
2004年5月、ハッスルで久方ぶりの来日を果たす。
現在もAAAで活躍している。

## タイトル歴
- 全日本タッグ王座（w / エステル・モレノ）
- AAA世界混合タッグ王座（w / オリエンタル）

## 参照
- 女子ガイコク人列伝（第30話）シンティア・モレノ - ロッシー小川ブログ